# Liste der Monuments historiques in Gueux
Die Liste der Monuments historiques in Gueux führt die Monuments historiques in der französischen Gemeinde Gueux auf.

## Liste der Immobilien
| Bezeichnung            | Beschreibung | Standort                             | Kennzeichnung | Schutzstatus | Datum | Bild           |
| ---------------------- | --- | ------------------------------------ | ------------- | ------------ | ----- | -------------- |
| Circuit de Reims-Gueux | fünf Tribünen, Stahlbeton, zwischen 1928 und 1931 sowie 1956; Zeitmesspavillon, 1937; Hauptpavillon mit Boxenanlage, 1932; Anschlagtafel, 1956; Fundament des Kraftstoffspeichers, 1956 | östlich des Ortes an der D 27 (Lage) | PA51000015    | Inscrit      | 2009  | weitere Bilder |

## Liste der Objekte
| Bezeichnung                                | Beschreibung           | Standort                                           | Kennzeichnung | Schutzstatus | Datum | Bild |
| ------------------------------------------ | ---------------------- | -------------------------------------------------- | ------------- | ------------ | ----- | ---- |
| Zwei Reliefs: Kreuztragung und Zehn Gebote | Stein, 16. Jahrhundert | in der Kirche St-Timothée-et-St-Apollinaire (Lage) | PM51000458    | Classé       | 1915  |      |